# Gare de Saint-Nabord
La gare de Saint-Nabord est une gare ferroviaire française de la ligne d'Épinal à Bussang, située sur le territoire de Saint-Nabord, dans le département des Vosges en région Grand Est.

## Situation ferroviaire
Établie à 404 mètres d'altitude, la gare de Saint-Nabord est située au point kilométrique (PK) 23,342 de la ligne d'Épinal à Bussang, entre les gares d'Éloyes et de Remiremont.

## Histoire
La gare de Saint-Nabord est mise en service le 10 novembre 1864[réf. souhaitée] par la Compagnie des chemins de fer de l'Est lors de l'inauguration de la ligne d’Épinal à Remiremont, prolongée par la suite vers Bussang.
Simple halte à ses débuts, elle possède un bâtiment voyageurs constitué d'une maison de garde-barrière agrandie.
Ce bâtiment voyageurs sert désormais d'habitation.

## Fréquentation
De 2015 à 2024, selon les estimations de la SNCF, la fréquentation annuelle de la gare s'élève aux nombres indiqués dans le tableau ci-dessous.
| Année     | 2015  | 2016  | 2017  | 2018  | 2019  | 2020  | 2021  | 2022   | 2023   | 2024   |
| --------- | ----- | ----- | ----- | ----- | ----- | ----- | ----- | ------ | ------ | ------ |
| Voyageurs | 2 351 | 3 978 | 5 094 | 5 103 | 6 705 | 4 724 | 6 162 | 10 246 | 11 437 | 16 015 |

## Service des voyageurs

### Desserte
La gare bénéficie d'un train toutes les 1 à 2 heures selon les périodes de la journée entre Nancy et Remiremont (dans les 2 sens). Ligne desservant la gare : TER Grand Est, ligne 04 : Nancy - Épinal - Remiremont. Temps de parcours TER : Nancy : 1 h 25, Épinal : 25 min et Remiremont : 5 min.

## Galerie de photographies

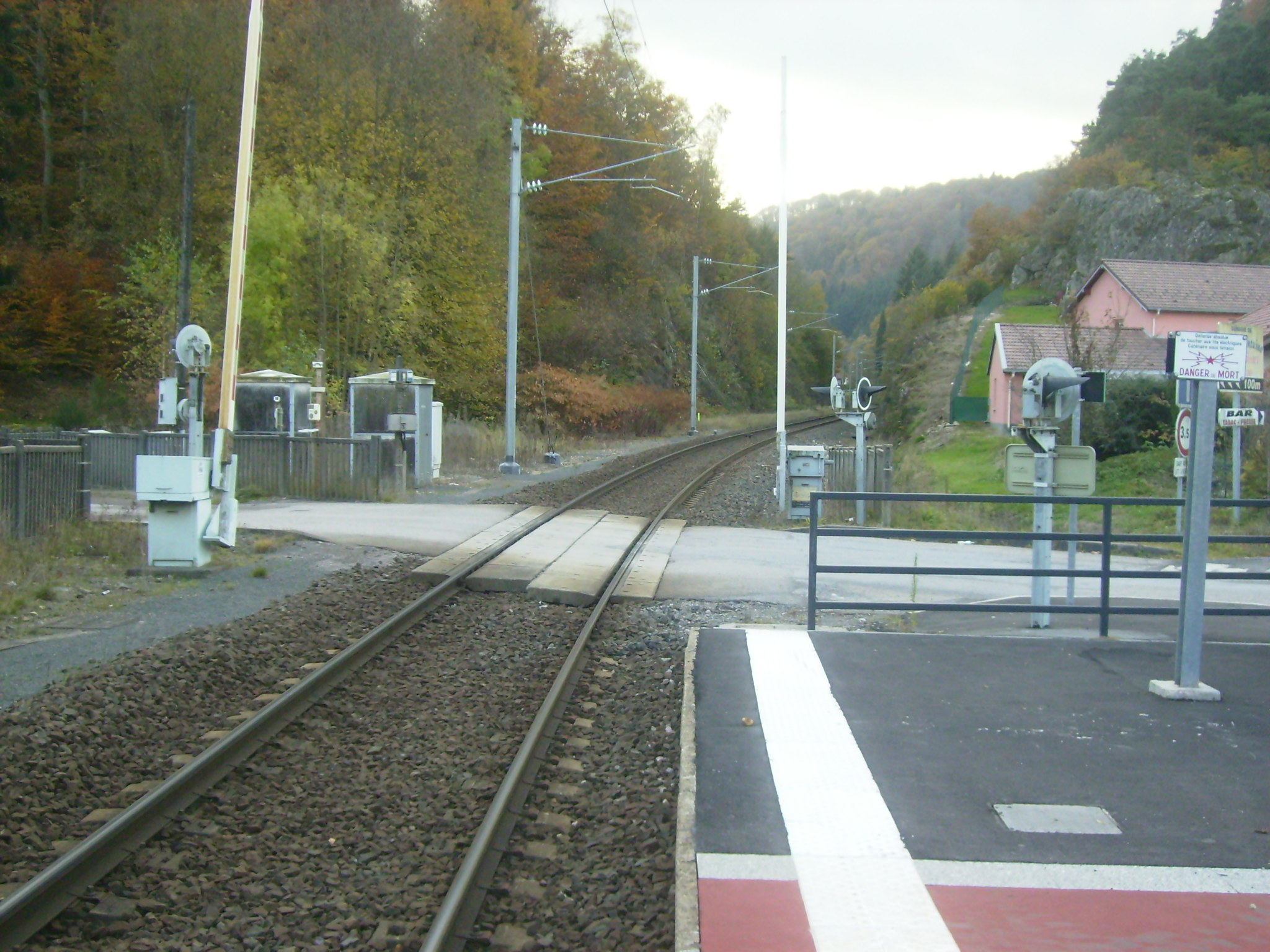
Direction Remiremont
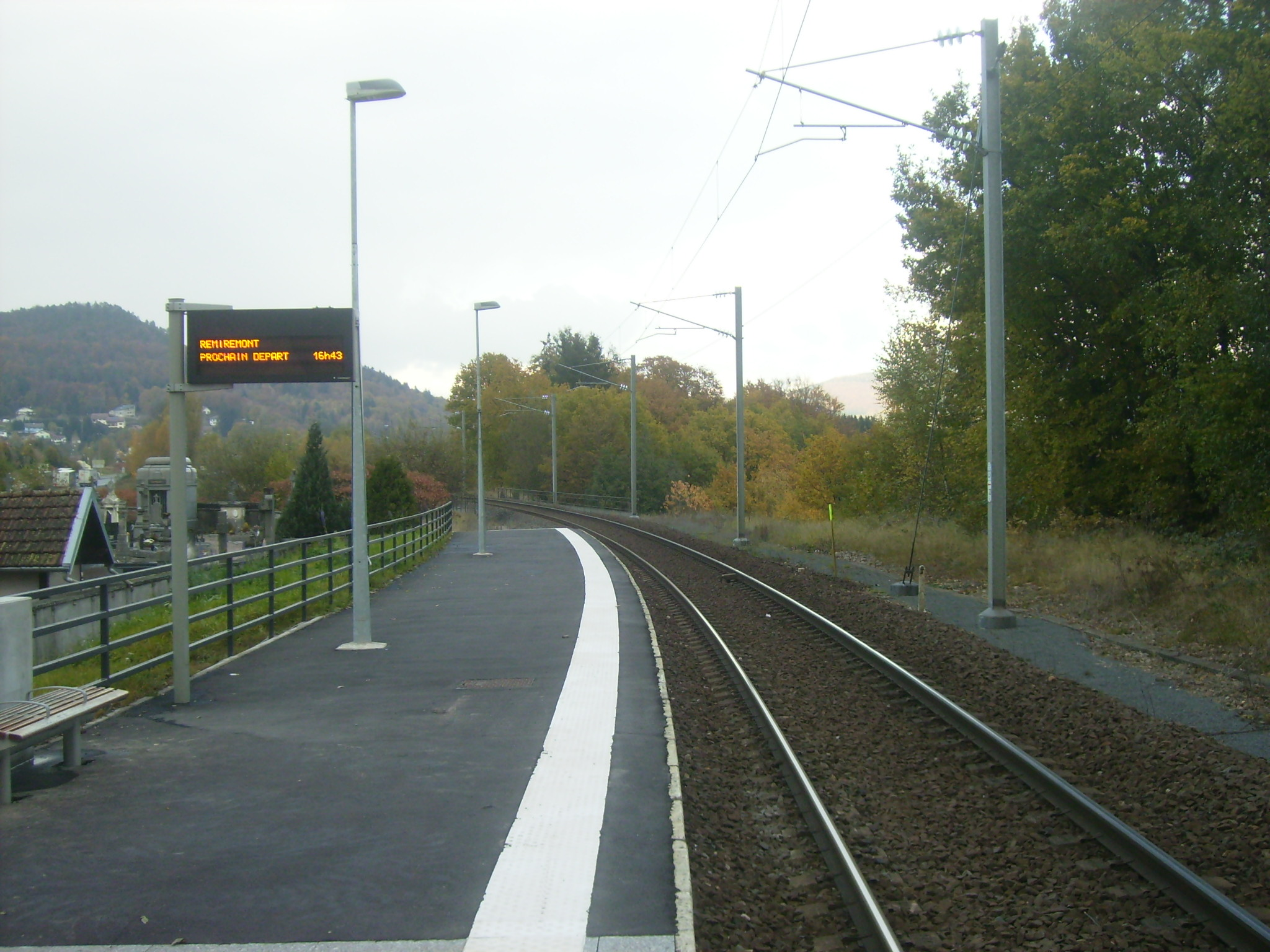
Direction Épinal